# Кеті Елліс
Кеті Елліс (англ. Kathy Ellis; нар. 28 листопада 1946) — американська плавчиня.
Олімпійська чемпіонка 1964 року.
Переможниця Панамериканських ігор 1963 року.